# 오교대 반석
오교대 반석은 충청남도 아산시 영인면에 있다. 2006년 3월 7일 아산시의 향토문화유산 제11호로 지정되었다.

## 개요
오교대의 원래 위치는 전해지지 않으며 팔경시에 전해지는 반석이 마을 가운데 있으며 마을 내에 귀산 김구와 관련된 유일한 유적이다. 현재 마을 가운데 민가 옆에 자리하고 있으며, 마을에서 따로 관리는 하고 있지 않다. 원래 반석 전면은40~50년 전까지 연못이 있었으며 그 후 논으로 변하였다가, 지금은 밭으로 경작되고 있다.